# Helleia pyrenaica
Helleia pyrenaica är en fjärilsart som beskrevs av Deslandes 1930. Helleia pyrenaica ingår i släktet Helleia och familjen juvelvingar. Inga underarter finns listade i Catalogue of Life.